# Dropship: United Peace Force
Dropship: United Peace Force là một game mô phỏng máy bay chiến đấu được phát hành độc quyền cho hệ máy PlayStation 2. Người chơi vào vai một phi công trong United Peace Force (Lực lượng gìn giữ hòa bình liên hiệp), một tổ chức quân sự đa quốc gia hư cấu chịu trách nhiệm chống lại chủ nghĩa khủng bố và tội phạm có tổ chức trên toàn thế giới lấy bối cảnh vào năm 2050.

## Lối chơi
Game có một số lượng máy bay của tương lai bao gồm chiến đấu cơ linh hoạt và máy bay vận tải chậm chạp. Game cũng có những màn mà người chơi sẽ phải lái các khí tài quân sự như xe bọc thép chở quân. Không giống như nhiều tựa game mô phỏng máy bay khoa học viễn tưởng, Dropship lấy bối cảnh trong tương lai gần, các phương tiện và vũ khí dù mang dáng dấp tương lai nhưng lại căn cứ vào thực tế, và mang rất nhiều đặc điểm nhận biết của loại máy bay quân sự hiện đại. Game có những nhiệm vụ mà người chơi phải bay thấp để không bị phát hiện, bảo vệ máy bay dễ bị tấn công và giao/nhận hàng hóa có giá trị. Một tính năng khác của game là khả năng VTOL của hầu hết các loại máy bay trong game, cho phép người chơi chuyển đổi sang chế độ bay lượn và hạ cánh máy bay bằng tay.

## Đón nhận
Dropship: United Peace Force nhận được đánh giá tích cực từ giới phê bình. Game được số điểm tổng hợp 75.95% trên Game Rankings và 78/100 trên Metacritic.